# Neurois renalba
Neurois renalba är en fjärilsart som beskrevs av Moore 1882. Neurois renalba ingår i släktet Neurois och familjen nattflyn. Inga underarter finns listade i Catalogue of Life.